# モハメド・ハムダン・ダガロ
モハメド・ハムダン・ダガロ（Mohamed Hamdan Dagalo、アラビア語: محمد حمدان دقلو、通称「ハメド・ヘメティ」Hemeti、Hemetti (アラビア語: حميدتي), Hemedti、Hemitte、1974年 - ）は、スーダンの政治家・軍人。
即応支援部隊（RSF）の指導者であり、2025年が4月15日に樹立を宣言した対抗政府における大統領評議会を率いている。

## 経歴
1974年、チャド生まれ。ダルフール紛争において反乱派と戦うためにスーダン政府が編成した「ジャンジャウィード」と呼ばれる民兵組織の指導者の一人であった。2013年にジャンジャウィードがRSFとして再編成され、ダガロは同組織の指導者となった。
2019年、スーダンのオマル・アル＝バシール政権に対する抗議運動が起こり、同年4月にアル＝バシール政権が崩壊すると、ダガロは軍事評議会の一員となり、スーダンの事実上の指導者となった。しかし、ダガロはRSFの過激な行動や人権侵害により、国内外から批判を浴びることとなった。
2021年、ダガロはスーダンの文民政府との権力移譲協定に署名し、RSFは正式にスーダン軍の一部となった。しかし、RSFは依然として人権侵害や暴力行為を行うことが指摘されており、ダガロの人物像については賛否両論がある。
2025年1月7日、アメリカ政府はRSFがジェノサイドを犯したと認定したと発表し、ダガロとアラブ首長国連邦拠点のRSFの関連企業7社に資産凍結などの経済制裁を課した。ダガロと直系親族のアメリカ入国も禁止する。
2025年4月15日には文民政府に対抗する平和統一政府の樹立を宣言。15人のメンバーからなる大統領評議会を設置した。